# Judita in njena služkinja (Gentileschi, Firence)
Judita in njena služkinja je oljna slika na platnu (114 x 93,5 cm)  Artemisije Gentileschi iz leta 1618-1619 in jo hranijo v Galleria Palatina v palači Pitti v Firencah.

## Zgodovina
Kritika glede datiranja slike je negotova, verjetno bo postavljena na začetek Artemisijinega bivanja v Firencah. Postavitev prizora je zelo podobna sliki Judita s služabnico, ohranjena v Narodni galeriji v Oslu, ki jo nekateri umetnostni zgodovinarji pripisujejo roki Artemisije, drugi pa njenemu očetu Oraziu.
Prva omemba sega v popis garderobe v palači Pitti leta 1637 in sicer kot »da je slika na platnu, Judita s spremljevalko z glavo Holoferna v košari, Artemisijina« (ASF, Guardaroba 525, c. 45).
Stare kopije slike so v galeriji Corsini v Firencah, v Palazzo Rosso v Genovi in v Carpentierjevi galeriji v Parizu.

## Opis in slog
Na tej sliki, izrazito Caravaggiou podobni toni, sta dve ženski figuri, Judita in Abra, njena služkinja, upodobljeni tesno, z ozkim okvirjem, v skoraj spečanem položaju; potopljeni sta v senco, osvetljeni s svetlobo, kot sveča, ki prihaja z njune leve strani.
Potem ko je danes v muzeju Capodimonte v Neaplju slika Judita ubija Holoferna, se je Artemisia vrnila k zgodbi o svetopisemski junakinji, ki ubija generala sovražnikove vojske, z delom močne dramatične intenzivnosti in veliko pripovedne modrosti.
Na platnu je prikazan trenutek, v katerem se obe ženski pripravljata zapustiti Holofernov šotor, v strahu, da ju bodo asirski vojaki odkrili. Abra hodi, kot da je v košari perilo, a je bila odsekana glava tirana in Judita še vedno drži, počiva na rami, meč, s katerim je pred kratkim opravila svoje maščevanje; z drugo roko, postavljeno s kretnjo sostorilke na ramo služkinje, se zdi, da jo želi zadržati, kot da jo moti zunanji hrup.
Slika je eno najboljših Artemisijinih del. Napetost obraza Judite je vrhunska, zaznamovan je z zaskrbljenim pogledom proti izhodu iz šotora in s šopom las, ki so ušli iz rafinirane pričeske.
Zaskrbljenost - kot jo najdemo v vseh njenih številnih slikah, posvečenih zgodovini Judite - je postavljena v upodobitev ročaja meča in draguljev, ki krasijo svetopisemsko junakinjo. Veliki turban in obleka služabnice, ki se igrata v različnih odtenkih bele in rumene barve, brez dvoma kažejo znake vajeništva, ki ga je opravila v delavnici svojega očeta Orazia Gentileschija.